# H 5 (sommergibile Italia)
L'H 5 è stato un sommergibile della Regia Marina.

## Storia
Una volta ultimato, al comando del tenente di vascello Francesco Quentin, salpò da Halifax ed attraversò l'Oceano Atlantico, giungendo infine a Cagliari.
Fu dislocato a Brindisi, in seno alla «Squadriglia Sommergibili H», per essere impiegato in funzione esplorativa e offensiva nel Basso Adriatico, iniziando l'attività nel novembre 1917.
Al tramonto del 16 aprile 1918, mentre si trovava in agguato nei pressi di Cattaro, fu avvistato dal sommergibile inglese HB 1 che lo scambiò per un U-Boot austro-tedesco e lo silurò, provocandone il repentino affondamento.
Si salvarono il comandante Quentin e altri quattro membri dell'equipaggio, recuperati dall’HB 1, mentre con l’H 5 scomparvero 6 sottufficiali e 9 fra sottocapi e marinai.
L’H 5 aveva svolto in tutto 10 missioni di guerra, percorrendo 1883 miglia nautiche delle quali 942 in immersione.